# Mercuriade

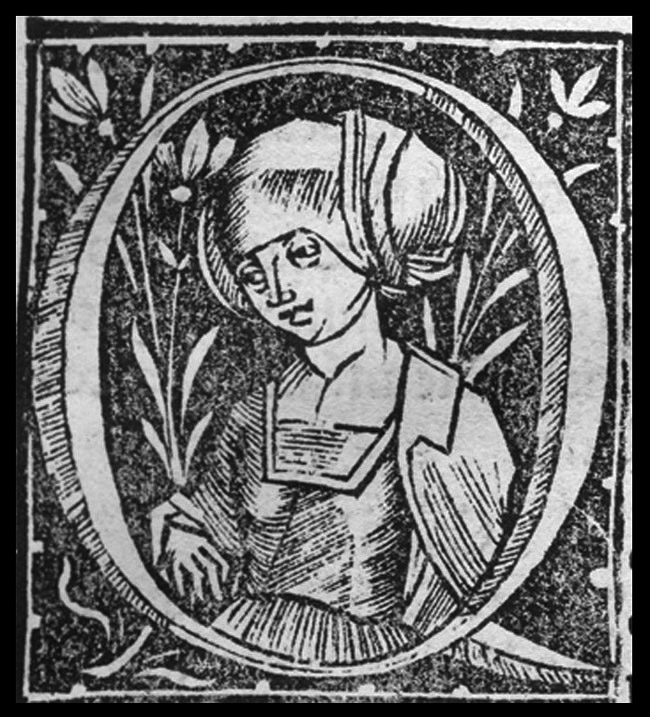
Grabado de una mujer medieval.

Mercuriade (fl. siglo XIV) fue una doctora, cirujana, profesora y autora de textos médicos italiana, una de las pocas mujeres de las que se conoce que practicaban la Medicina en la Edad Media. Se ignoran completamente los datos de sus primeros años de vida, se sabe que asistió a la Escuela de Medicina de Salerno, donde más tarde fue maestra, y formó parte de una pequeña minoría de estudiantes mujeres. Fue autora de los tratados De Febre Pestilenti, De Curatio y De Ungentis. Su trabajo fue mencionado en la Collectio Salernitana.
En el estudio de Salvatore De Renzi sobre la Escuela de Medicina de Salerno realizado en el siglo XIX, Mercuriade es una de las cuatro mujeres mencionadas —junto con Rebecca Guarna, Abella y Costanza Calenda— que se sabe que practicaban medicina, impartían conferencias sobre medicina y escribían tratados. Es considerada una de las Mulieres Salernitanae o Mujeres de Salerno, que asistieron a la escuela de medicina en Salerno desde sus comienzos y ayudaron a marcar el inicio de un «renacimiento médico» en Europa.